# Walter Müller (Schriftsteller)
Walter Müller (* 13. April 1950 in Salzburg) ist ein österreichischer Schriftsteller.

## Leben
Müller schreibt Romane, Erzählungen, Essays und Glossen (für die Salzburger Nachrichten und den ORF), Theaterstücke, Hörspiele und Kinderlieder.
Von 1990 bis 1997 war Müller Rauriser Stadtschreiber. Walter Müller ist seit mehreren Jahren als Trauerredner tätig und verfasste dabei mehr als 200 Reden. Diese Reden waren die Basis für sein jüngstes literarisches Werk Wenn es einen Himmel gibt..., in diesem Buch werden 23 dieser Reden veröffentlicht.
- Stipendium des Ingeborg-Bachmann-Preises 1979 für „Apokalypso“
- Literaturförderpreis der Stadt Salzburg
- Georg-Trakl-Arbeitsstipendium

## Werke

### Theaterstücke
- Musik und Texte zu Planet der Menschen! (burleske Poprevue)
- Die atemberaubende rasende Reise im blitzblauen Luftballon, Musik von Johannes Pillinger
- Cora Täglich
- Everlasting Love, UA 13. Mai 2003, Kammerspiele Salzburg; Regie: Michael Schilhan
- Frösche, Kinder-Musical, 1992, Musik: Johannes Pillinger
- Ich und ein Engel !?!
- Ein Parzival, 1994
- Jederboy, Stück für Menschen ab 11, 1994
- Over the Rainbow
- Popcorn & Haferbrei (oder Die spinnen, die Römer)
- Romy und Julian, Stück für Menschen ab 11
- Kommissar Dings. Die ersten viereinhalb Fälle, eine Geschichte mit Musik von Kuno Trientbacher

### Bücher
- Der Bügelmann
- Philippinischer Geburtstagskalender
- Ein Tag in Salzburg 1992, ISBN 3-7017-0336-1
- Rauriser Haus- und Lesebuch, 1997, ISBN 3-901257-06-3
- Engel, Engel scharenweise, Geschichten und Gedichte zum Advent, 2002, ISBN 3-87024-579-4
- Die Häuser meines Vaters, Roman, 2003, ISBN 3-87024-592-1
- Schräge Vögel, Blog-Roman, Salzburg: Jung und Jung 2007
- Kleine Schritte Roman, Salzburg: Otto Müller Verlag 2010, ISBN 3-7013-1180-3
- Aus.Amen! Krimi, Molden Verlag 2012, ISBN 3-85485-299-1
- Wenn es einen Himmel gibt..., Trauerreden, Salzburg: Otto Müller Verlag 2012, ISBN 978-3-7013-1194-1

### Lieder
- Platsch Quatsch, MC, Kinderlieder (mit dem Klassiker „Flatter wie die Fledermaus“)
- Kuddel Muddel Apfelstrudel, MC, Kinderlieder
- Häppi Dingsbums, MC, Kinderlieder

### Liedtexte
- Einfach weg, 1984, Musik: Brigitte Seuberth, Interpretin: Anita Wagner, Österreichs Beitrag beim Eurovision Song Contest